# Eudorylas dactylus
Eudorylas dactylus är en tvåvingeart som beskrevs av Skevington 2003. Eudorylas dactylus ingår i släktet Eudorylas och familjen ögonflugor. Inga underarter finns listade i Catalogue of Life.